# Culicoides aterinervis
Culicoides aterinervis är en tvåvingeart som beskrevs av Tokunaga 1937. Culicoides aterinervis ingår i släktet Culicoides och familjen svidknott. Inga underarter finns listade i Catalogue of Life.